# Glaukonityzacja
Glaukonityzacja – w procesie wietrzenia podmorskiego substancji ilastych, a także skaleni potasowych i łyszczyków, tworzy się minerał barwy zielonej zwany glaukonitem. Występuje w osadach morskich w postaci ziarn o zmiennym składzie chemicznym. Zawiera 4,9% do 9,5% tlenku potasu i może być źródłem potasu dla roślin. 